# Enargeiosia elegans
Enargeiosia elegans is een vlinder uit de familie van de spinneruilen (Erebidae). De wetenschappelijke naam van deze soort werd voor het eerst voorgesteld als Dyphlebia elegans door Arthur Gardiner Butler in een publicatie uit 1877.
Deze soort komt voor in Ethiopië, Congo-Kinshasa, Zimbabwe en Zuid-Afrika.